# Al-Aamrat
al-Aamrat (tiếng Ả Rập: Tiếng Ả Rập) là một ngôi làng Syria thuộc quận Qatana của tỉnh Rif Dimashq. Theo Cục Thống kê Trung ương Syria (CBS), al-Aamrat có dân số là 427 trong cuộc điều tra dân số năm 2004.